# مئة هريفنيا (عملة أوكرانية)

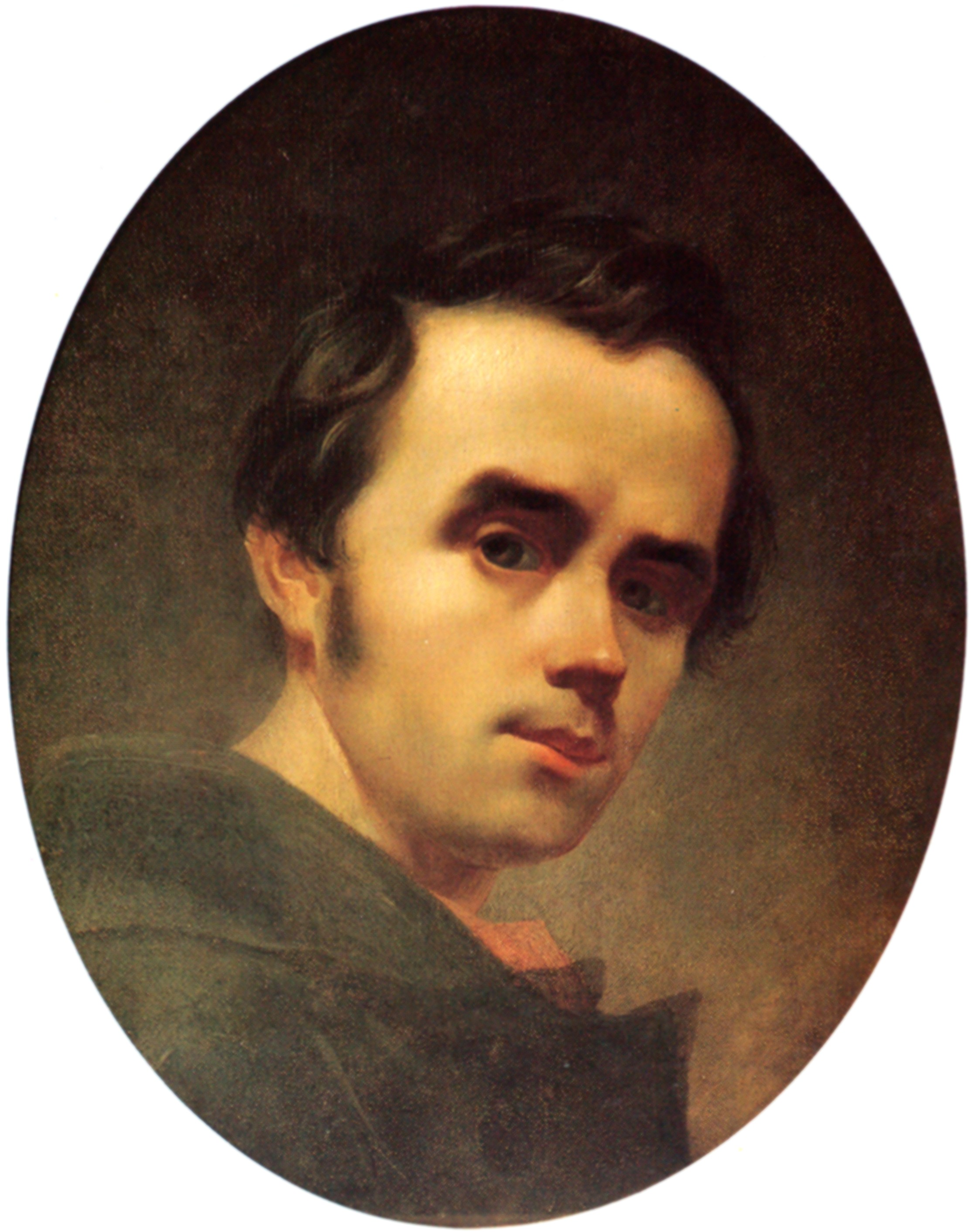
تاراس شيفتشينكو في لوحة شحصية رسمها عام 1840

تعد عملة مائة هريفنيا الأوكرانية (₴100) واحدة من الأوراق النقدية الأكثر شيوعًا في أوكرانيا؛ إنها الورقة النقدية الرئيسية التي يتم صرفها من الآلات المصرفية الآلية الأوكرانية (ABMs). تم إصدار أحدث نسخة عبر لون الزيتون لعامة الناس في 20 فبراير 2006، لتحل محل الورقة النقدية من سلسلة UAH الثانية، مع صورة تاراس شيفتشينكو الذاتية على الوجه وتلة تشيرنيشا بالقرب من دنيبر في تشيركاسي وشخصيات كوبزار الأعمى مع الصبي المرشد له.

## تاريخها

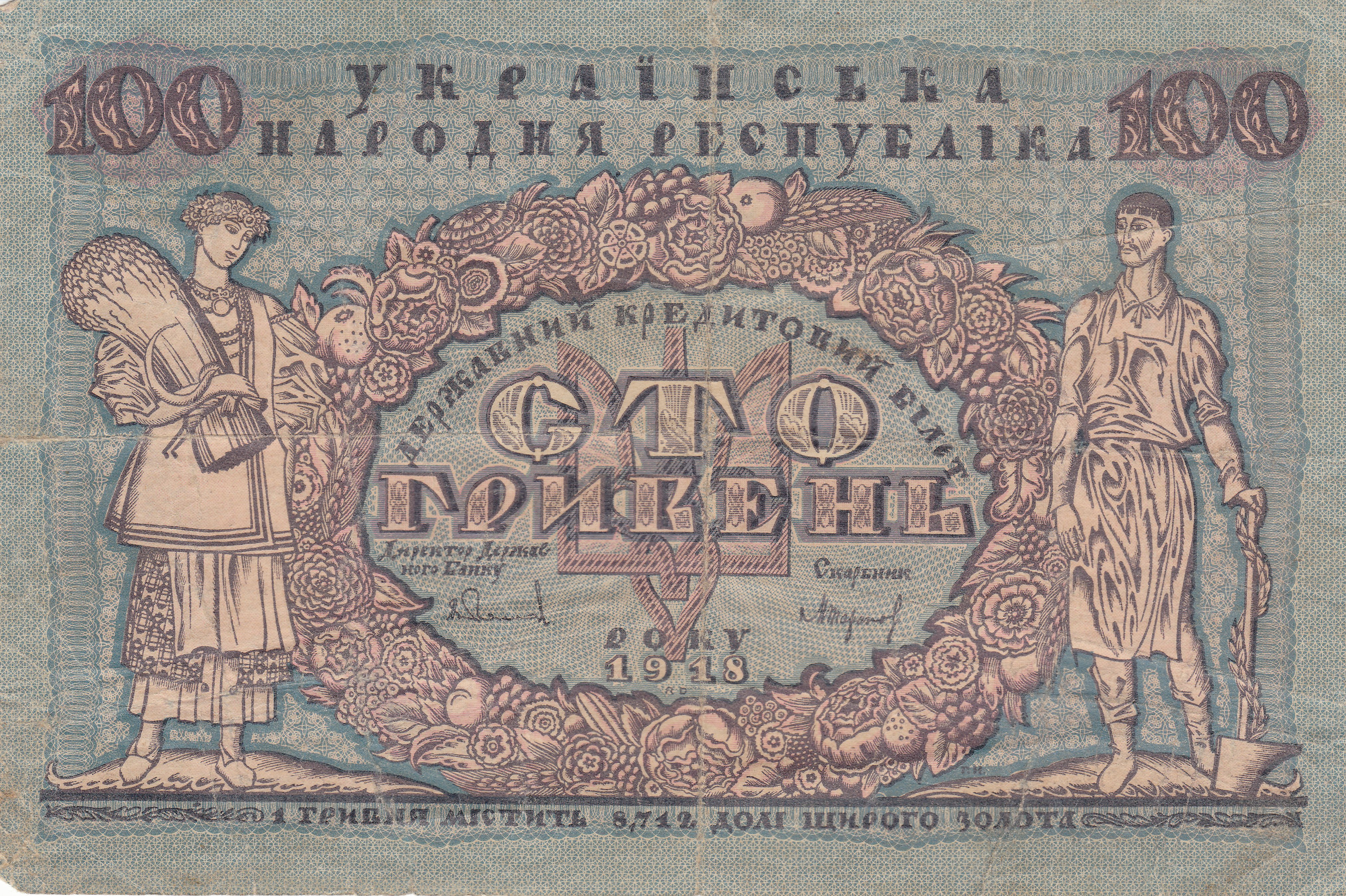
لاحظ الجانب الأماميلجمهورية أوكرانيا الشعبية(1918).
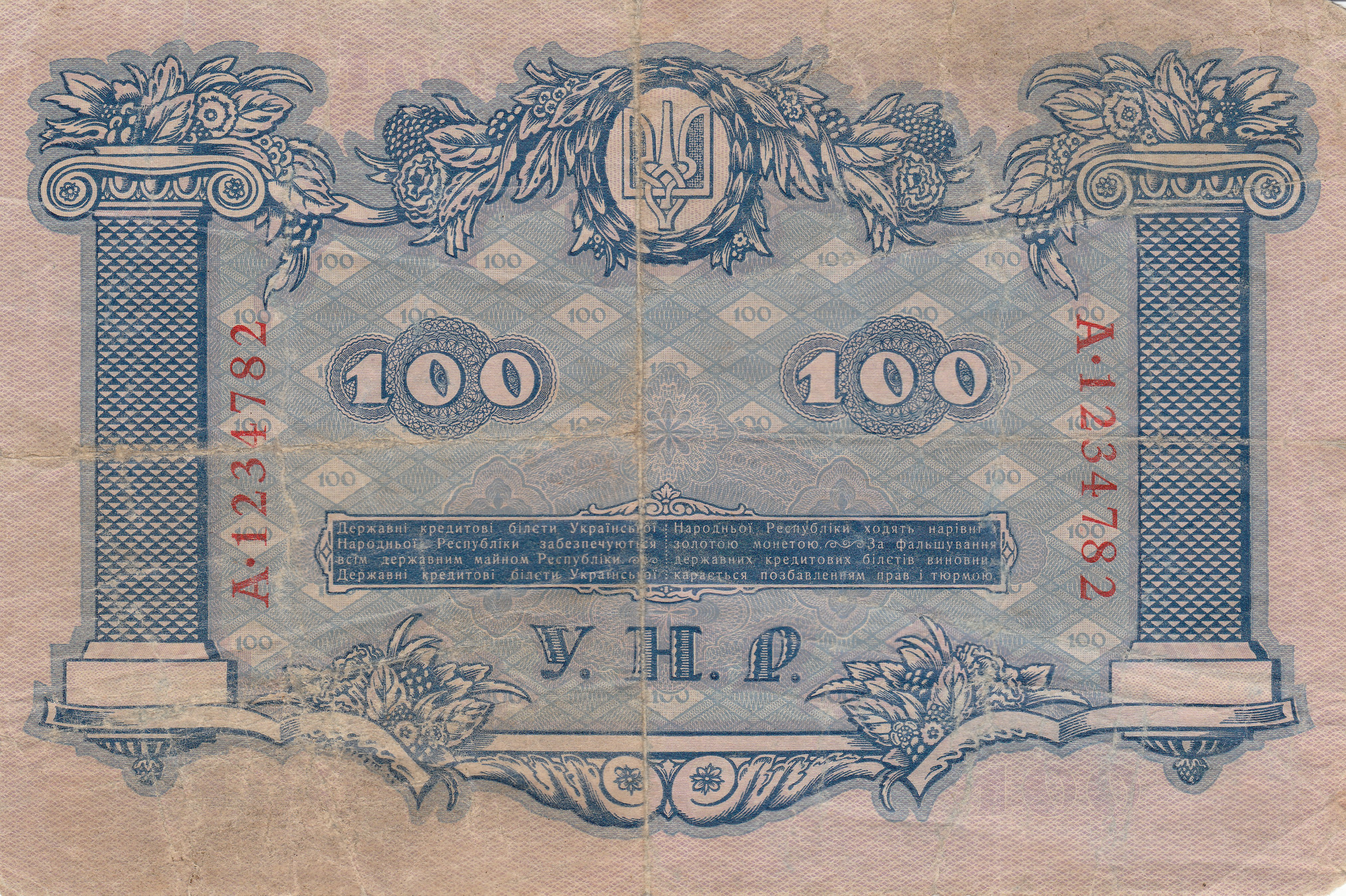
لاحظ عنجمهورية أوكرانيا الشعبية(1918) على الجانب الخلفي.
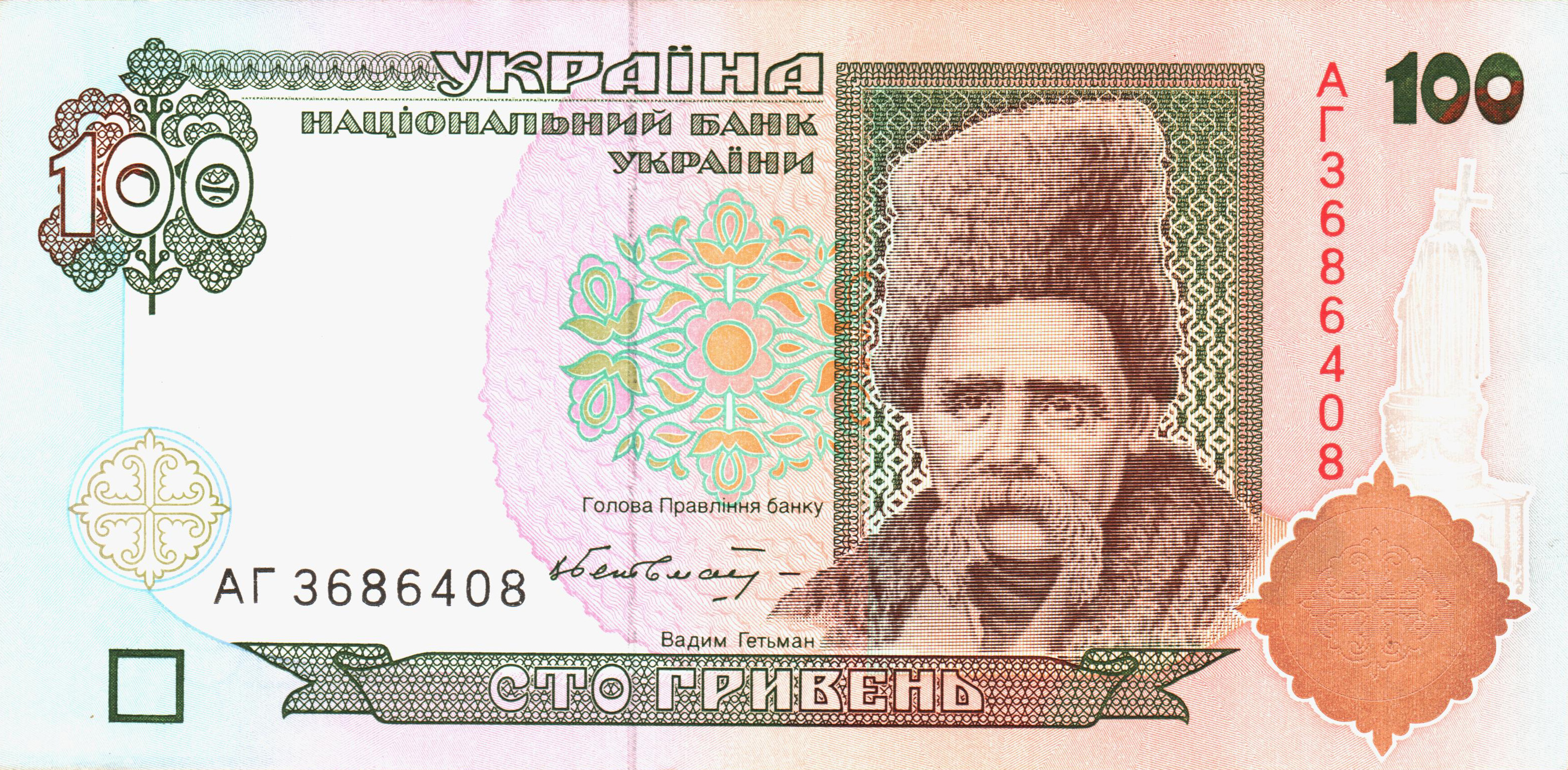
سلسلة 1995 عملة الجانب الأيمن.
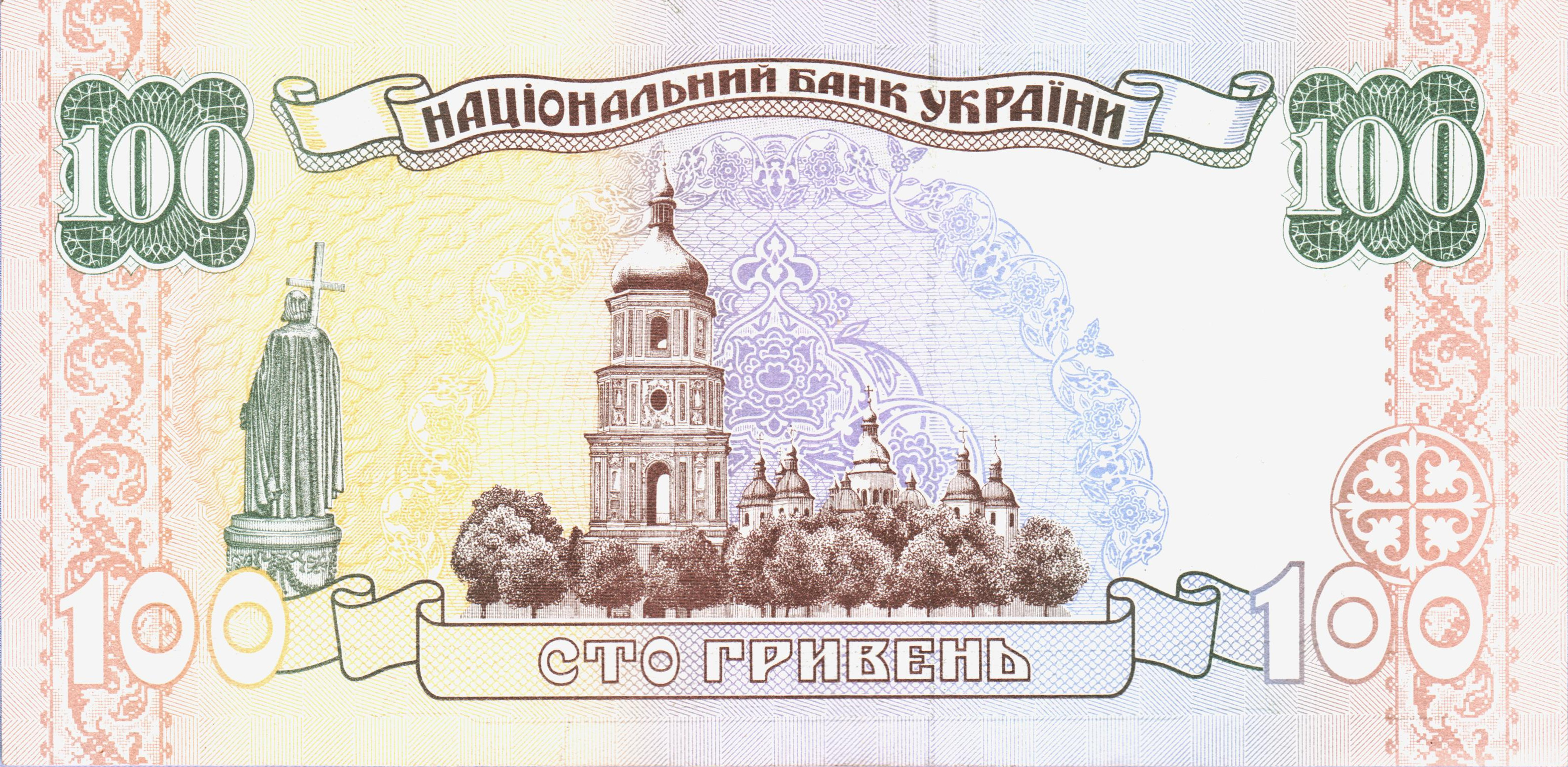
سلسلة 1995 عملة الجانب الخلفي.
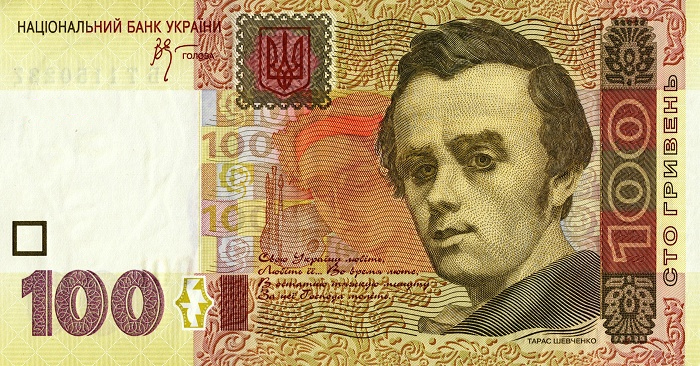
سلسلة 2006 عملة الجانب الأيمن.
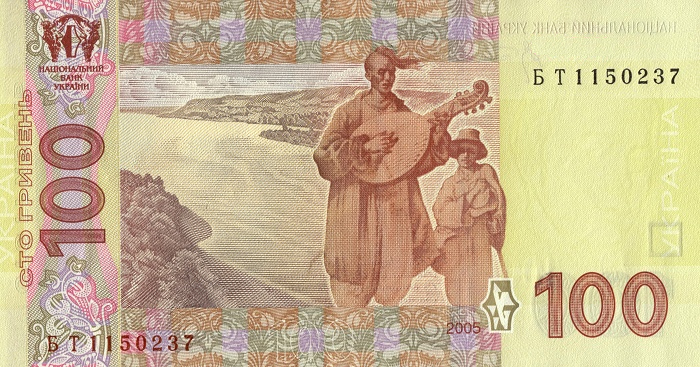
سلسلة 2006 عملة الجانب الخلفي.